# MLK (utwór)
MLK – piosenka rockowej grupy U2, pochodząca z jej wydanego w 1984 roku albumu, The Unforgettable Fire. Jest krótką, melancholijną kołysanką z prostym tekstem, poświęconą Martinowi Lutherowi Kingowi, Jr.
Piosenka została po raz pierwszy wykonana na żywo 18 października 1984 roku jako intro utworu "The Unforgettable Fire". Od tamtego czasu piosenki te wykonywane były razem w trakcie niemal wszystkich koncertów w ramach trasy Unforgettable Fire Tour, a także podczas większości występów w ramach późniejszej trasy Joshua Tree Tour. Pod koniec Joshua Tree Tour grupa zaczęła wykonywać "MLK", by poprzedzić inne utwory, głównie "One Tree Hill", co trwało aż do zakończenia trasy Lovetown Tour. Piosenka nie była grana na żywo w trakcie kolejnej trasy Zoo TV Tour, powróciła na listę granych utworów po śmierci Diany Spencer i Michaela Hutchence, wraz z rozpoczęciem trasy PopMart Tour. Po tym, "MLK" ponownie została usunięta z listy wykonywanych piosenek, w efekcie czego nie była grana podczas koncertów trasy Elevation Tour. Dopiero po śmierci Rosy Parks utwór ponownie zaczął być wykonywany na żywo, jednak miało to miejsce zaledwie pięć razy, za każdym razem po zagraniu przez grupę piosenki "One", w ramach trasy Vertigo Tour.
Piosenka była, wraz z "Pride (In the Name of Love)", kolejnym hołdem złożonym Kingowi, Jr. King Center, organizacja założona przez zmarłą już Corettę Scott King, przyznała za to wokaliście, Bono, swoje najwyższe odznaczenie.
Z powodu dużego podobieństwa między końcowym fragmentem "MLK" i początkiem utworu "Where the Streets Have No Name" wśród fanów zrodziły się spekulacje. "MLK" jest bowiem ostatnim utworem na płycie The Unforgettable Fire, a "Where the Streets Have No Name" jest pierwszą piosenką z albumu The Joshua Tree. Część fanów uznała, iż była to celowa próba połączenia tych dwóch albumów.
"MLK" była oryginalnym wyborem reżysera Richarda Kelly'ego na podkład dźwiękowy finałowej sceny filmu Donnie Darko. Po problemach z licencją piosenki, zdecydowano się jednak na zastąpienie jej utworem "Mad World" grupy Tears for Fears w interpretacji Jary'ego Julesa.